# Gottfried II. (Vendôme)
Gottfried II. Jordan (franz.: Geoffroy Jourdain; † nach 1102) war Graf von Vendôme und als Gottfried III. Herr von Preuilly. Er war ein Sohn des Herrn Gottfried II. von Preuilly († 1067) und der Almodis.
Gottfried war verheiratet mit Euphrosine, der Tochter des Grafen Fulko von Vendôme. Nach dem Tod seines Schwagers, Graf Burchard III., konnte er 1085 die Nachfolge in der Grafschaft Vendôme antreten. Er befand sich im Widerstand gegen den starken angevinischen Einfluss im Vendomois und geriet in die Gefangenschaft des Lancelin von Beaugency, eines Gefolgsmannes der Grafen von Anjou, aus der er sich erst 1090 nach einer Lösegeldzahlung befreien konnte. Im Konflikt mit der angevinischen Abtei Sainte-Trinité wurde er offenbar exkommuniziert, worauf er aus Buße am ersten Kreuzzug teilnahm. Von Wilhelm von Tyrus wurde er 1102 bei der Einnahme von Tortosa genannt. Bei der zweiten Schlacht von Ramla im selben Jahr geriet er in die Gefangenschaft der Fatimiden, in der er zu einem unbekannten Zeitpunkt starb.
Kinder aus seiner Ehe waren unter anderem:
- Gottfried III. Grisegonnelle († 1137), Graf von Vendôme
- Eschivard I., Herr von Preuilly
- Engebault († 1157), Erzbischof von Tours
- Maria, ⚭ mit Aimerich von Lavardin

## Weblink
- Geoffroy Jourdan de Preuilly bei fmg.ac (englisch)

| Vorgänger     | Amt                        | Nachfolger     |
| ------------- | -------------------------- | -------------- |
| Burchard III. | Graf von Vendôme 1085–1102 | Gottfried III. |

| Personendaten    | Personendaten                                           |
| ---------------- | ------------------------------------------------------- |
| NAME             | Gottfried II.                                           |
| ALTERNATIVNAMEN  | Gottfried II. Jordan; Geoffroy Jourdain; Gottfried III. |
| KURZBESCHREIBUNG | Graf von Vendôme und Herr von Preuilly                  |
| GEBURTSDATUM     | 11. Jahrhundert                                         |
| STERBEDATUM      | nach 1102                                               |